# Antoine Martin (boxe anglaise)
Pour les articles homonymes, voir Martin et Antoine Martin.
Antoine Martin est un boxeur français né le 19 avril 1933 à Paris et mort le 12 décembre 1987 à Beuzeville.

## Carrière sportive
Médaillé de bronze aux championnats d'Europe de boxe amateur 1951 dans la catégorie des poids mouches,, il passe professionnel en 1957 et remporte 30 combats (dont 17 avant la limite) contre 9 défaites et 4 matchs nuls sans obtenir le moindre titre. Le 31 janvier 1964, il fait notamment match nul face à Yves Desmarets pour le compte d'un championnat de France des poids plumes.